# انتخاب جنسی در انسان
مفهوم گزینش جنسی که توسط چارلز داروین به عنوان عنصری از نظریه انتخاب طبیعی معرفی شد، بر انسان‌ها نیز تأثیر می‌گذارد. گزینش جنسی روشی زیستی است که در آن یک جنس برای بهترین احتمال موفقیت در تولیدمثل خود جفتی را انتخاب می‌کند. بیشتر گونه‌ها برای یافتن بهترین جفت با سایر همجنس‌های خود رقابت می‌کنند تا ژنوم خود را برای نسل‌های آینده به اشتراک بگذارند. این امر سال‌هاست که فرگشت انسان را شکل داده‌است، اما دلایلی که چرا انسان‌ها جفت خاص خود را انتخاب می‌کنند کاملاً شناخته نشده مانده‌است. گزینش جنسی در جانوران غیرانسانی کاملاً متفاوت از انسان است. حیوانات فشارهای تکاملی بیشتری را برای تولیدمثل احساس می‌کنند و می‌توانند به راحتی جفتی را رد کنند. نقش گزینش جنسی در تکامل انسان به‌طور قاطع ثابت نشده‌است. با این حال، نئوتنی به عنوان عاملی از گزینش جنسی انسان ذکر شده‌است. پیشنهاد شده‌است که گزینش جنسی در تکامل مغز انسان از نظر آناتومیک مدرن نقشی ایفا کرده‌است: به این معنا که ساختارهای مسئول هوش اجتماعی به عنوان یک زینت جنسی برای استفاده در معاشقه و نه برای بقا، تحت انتخاب مثبت قرار گرفته‌اند. روش‌های توسعه آن را می‌توان در روشی که توسط رونالد فیشر در مدل گریز فیشری بیان شده‌است دید. فیشر همچنین اظهار داشت که توسعه گزینش جنسی در انسان «مطلوب‌تر» است.

## فرضیه‌های عمومی
برخی از فرضیه‌ها در مورد تکامل مغز انسان استدلال می‌کنند که رشد و تکامل بیشتر مغز در انسان یک صفت برگزیده از نظر جنسی است، زیرا مغز به خودی خود برازش کافی را نسبت به هزینه‌های نگهداری بالای خود را (یک پنجم تا یک چهارم انرژی و اکسیژن مصرفی انسان) ایجاد نمی‌کند. اجماع فعلی در مورد رشد تکاملی مغز انسان، گزینش جنسی را به عنوان یک عامل کمک کننده بالقوه می‌پذیرد، اما معتقد است که هوش انسان و توانایی ذخیره و به اشتراک گذاری دانش فرهنگی احتمالاً ارزش بقای بالایی نیز داشته‌است.
نقش گزینش جنسی در تکامل انسان را نمی‌توان به‌طور قطعی تعیین کرد، زیرا ویژگی‌ها زیستی ممکن است ناشی از تعادل بین فشارهای گزینشی رقیب دیگر باشد. از فشارهای گزینشی تأثیر گذار دیگر می‌توان نقش انتخاب طبیعی و چندنمودی در فنوتیپ‌ها اشاره کرد.

## فرضیه گزینش جنسی داروین
چارلز داروین گزینش جنسی را اینگونه و وابسته «به مزیتی که افراد خاصی نسبت به سایرین هم جنس و هم گونه خود، صرفاً در رابطه با تولید مثل دارند» تعریف می‌کند. داروین اشاره کرد که گزینش جنسی دو نوع است و نتیجه گرفت که هر دو نوع بر روی انسان عمل کرده‌است: «تکاپوی جنسی دو نوع است؛ ۱- بین افراد همجنس، به‌طور کلی جنس نر، در به منظور بیرون راندن یا کشتن رقبای دیگر نر خود. در این حالت ماده‌ها منفعل و بی‌طرف می‌مانند. ۲- در حالتی دیگر تکاپوی جنسی میان هم‌جنس‌ها همچنان مانند حالت اول برای برانگیختن و جذب کردن جنس مخالف موجود است ولی در این حالت جنس مخالف (عموماً ماده‌ها) دیگر منفعل نمی‌مانند و عموماً جفتی که بیشتر مورد نظر آنهاست را انتخاب می‌کنند.»
چارلز داروین گمان و حدس زد که ریش نرها و همچنین بی موی بودن‌تر انسان در مقایسه با تقریباً تمام پستانداران دیگر، نتیجه گزینش جنسی بوده است. او استدلال کرد که از آنجایی که بدن ماده‌ها تقریباً بدون مو است، از دست دادن خز به دلیل گزینش جنسی ماده‌ها در دورانی ماقبل تاریخ دور بوده، زمانی که نرها قدرت انتخابی بسیار بالایی داشتند. با این وجود به دلیل همبستگی ژنتیکی بین جنسیت‌ها، مردان تحت تأثیر قرار گرفتند و در روند فرگشتی دارای موی بیشتری شدند. او همچنین فرض کرد که تضادها در گزینش جنسی که همراه با انتخاب طبیعی عمل می‌کند، عوامل مهمی در تمایز جغرافیایی در ظاهر انسانی برخی از گروه‌های منزوی است، زیرا او معتقد نبود که انتخاب طبیعی به تنهایی پاسخ رضایت‌بخشی برای این مسله ارائه می‌کند. داروین در کتاب تبار انسان، و انتخاب در گزینش در ارتباط با جنسیت، بسیاری از ویژگی‌های فیزیکی را که در سراسر جهان متفاوت است را برای بقا ناچیز می‌دانست و به این نتیجه رسید که برخی از ورودی‌های گزینش جنسی برای توضیح حضور آنها لازم است.

## دودیسی جنسی
تأثیرات روی شکل‌گیری مغز انسان در دوران بلوغ مستقیماً با تغییرات هورمونی مرتبط است. عدم تطابق بین بلوغ بیولوژیکی و سن بلوغ اجتماعی در جامعه غربی، انتظارات روانشناختی از کودکان به وجود آورده. در بلوغ، مردان به‌طور کلی موهای بیشتری نسبت به زنان به‌دست می‌آورند. داروین بر این عقیده بود که بی مویی با اگزینش جنسی مرتبط است. با این حال، چندین توضیح دیگر برای توضیح بی مویی انسان ارائه شده‌است. یکی از مهم‌ترین موارد این است که ریزش موهای بدن باعث تسهیل تعریق می‌شود. این ایده ارتباط نزدیکی با نیاز پیشنهادی برای افزایش محافظت از نور خورشید دارد و بخشی از متداول‌ترین توضیحات امروزین علمی برای تکامل صفات رنگدانه‌ای در انسان است.
دودیسی جنسی نشان دهنده وجود گزینش جنسی است. انسان‌های اولیه بسیار دودیس بودند و این تمایل درطول تکامل انسان کاهش یافت و این کاهش نشان می‌دهد که انسان‌ها تک‌همسرگراتر شده‌اند. در مقابل، گوریل‌هایی که در محیطی شبیه به حرمسرا (یک نر و چندین ماده) زندگی می‌کنند، دودیسی جنسی بسیار قوی‌تری از خود نشان می‌دهند (نگاه کنید به: انسان‌ساییان).

### آناتومی جنسی
نظریه گزینش جنسی برای توضیح تعدادی از ویژگی‌های آناتومی انسان استفاده شده‌است. اینها توضیحات شامل پستان‌های گرد، موهای صورت، موهای ناحیه تناسلی و اندازه آلت تناسلی می‌باشد. سینه‌های نخستی‌سانان صاف است، اما می‌تواند شیر کافی برای تغذیه بچه‌هایشان تولید کند. سینه‌های زنان غیر شیرده از بافت چربی پر شده‌است و نه شیر؛ بنابراین پیشنهاد شده‌است که سینه‌های گرد زن نشانه باروری هستند. ریچارد داوکینز حدس زده‌است که از دست دادن نره‌استخوان در انسان، درحالی که در سایر نخستی‌ها وجود دارد، ممکن است به دلیل گزینش جنسی توسط زنانی باشد که به دنبال نشانه‌ای واضح از سلامتی در جفت‌های احتمالی هستند. نعوظ انسان به یک سیستم پمپاژ هیدرولیک متکی است، شکست در نعوظ یک هشدار اولیه حساس در مورد انواع خاصی از بیماری‌های جسمی و روانی است.
هومو (انسان) آلت تناسلی ضخیم‌تری نسبت به سایر انسانیان دارد، اگرچه آلت تناسلی انسان به‌طور میانگین از شامپانزه‌ها بلندتر نیست. پیشنهاد شده‌است که تکامل آلت تناسلی انسان به سمت اندازه‌ای بزرگتر نتیجه گزینش جنسی زنان به جای رقابت اسپرم بوده‌است که به‌طور کلی به نفع بیضه‌های بزرگ‌تر در مردان پیش می‌رود. با این حال، اندازه آلت تناسلی به دلیل کارایی بزرگتر آلت تناسلی در جابجایی اسپرم مردان رقیب در طول آمیزش جنسی، ممکن است به جای گزینش جنسی، در معرض انتخاب طبیعی باشد.

## ترجیحات گزینشی و محرک‌های زیستی
عوامل مختلفی وجود دارد که سبب گزینش جنسی در انسان می‌شود. تحقیقات موجود فعلی نشان می‌دهد که اولویت‌های انتخاب به‌طور بیولوژیکی هدایت می‌شوند، یعنی نمایش صفات فنوتیپی که می‌توانند هم آگاهانه و هم ناخودآگاه توسط جنس مخالف ارزیابی شوند تا سلامت و باروری یک جفت بالقوه را تعیین کنند. با این حال، این فرایند می‌تواند تحت‌تاثیر عوامل اجتماعی، از جمله در فرهنگ‌هایی که ازدواج سنتی انجام می‌شود، یا عوامل روانی-اجتماعی، مانند ارزش‌گذاری برخی ویژگی‌های فرهنگی یک همسر، از جمله پایگاه اجتماعی افراد، یا آنچه به عنوان یک شریک ایدئال تلقی می‌شود، در فرهنگ‌های مختلف تحت تأثیر قرار گیرد.

## استدلال‌های مخالف
نقش گزینش جنسی در فرگشت انسان از لحظه انتشار کتاب داروین در مورد گزینش جنسی (۱۸۷۱میلادی) بحث‌برانگیز تلقی شده‌است. در میان منتقدان سرسخت داروین برخی از حامیان وی مانند آلفرد راسل والاس بودند. والاس معتقد به معنویت گرایی و منشأ غیرمادی ذهن انسان بودند. او استدلال می‌کرد که جانوران و پرندگان بر اساس گزینش جنسی، گزینش جفت نمی‌کنند، و توانایی‌های هنری در انسان به طبیعت معنوی او تعلق دارد و بنابراین نمی‌توان آن را به انتخاب طبیعی که فقط بر طبیعت جانوری تأثیر می‌گذارد ارتباط داد. داروین متهم بود که از طریق قوانین اخلاقی جامعه ویکتوریایی قرن نوزدهم به تکامل اجداد اولیه انسان نگاه می‌کند.